# Justizvollzugsanstalt Heilbronn

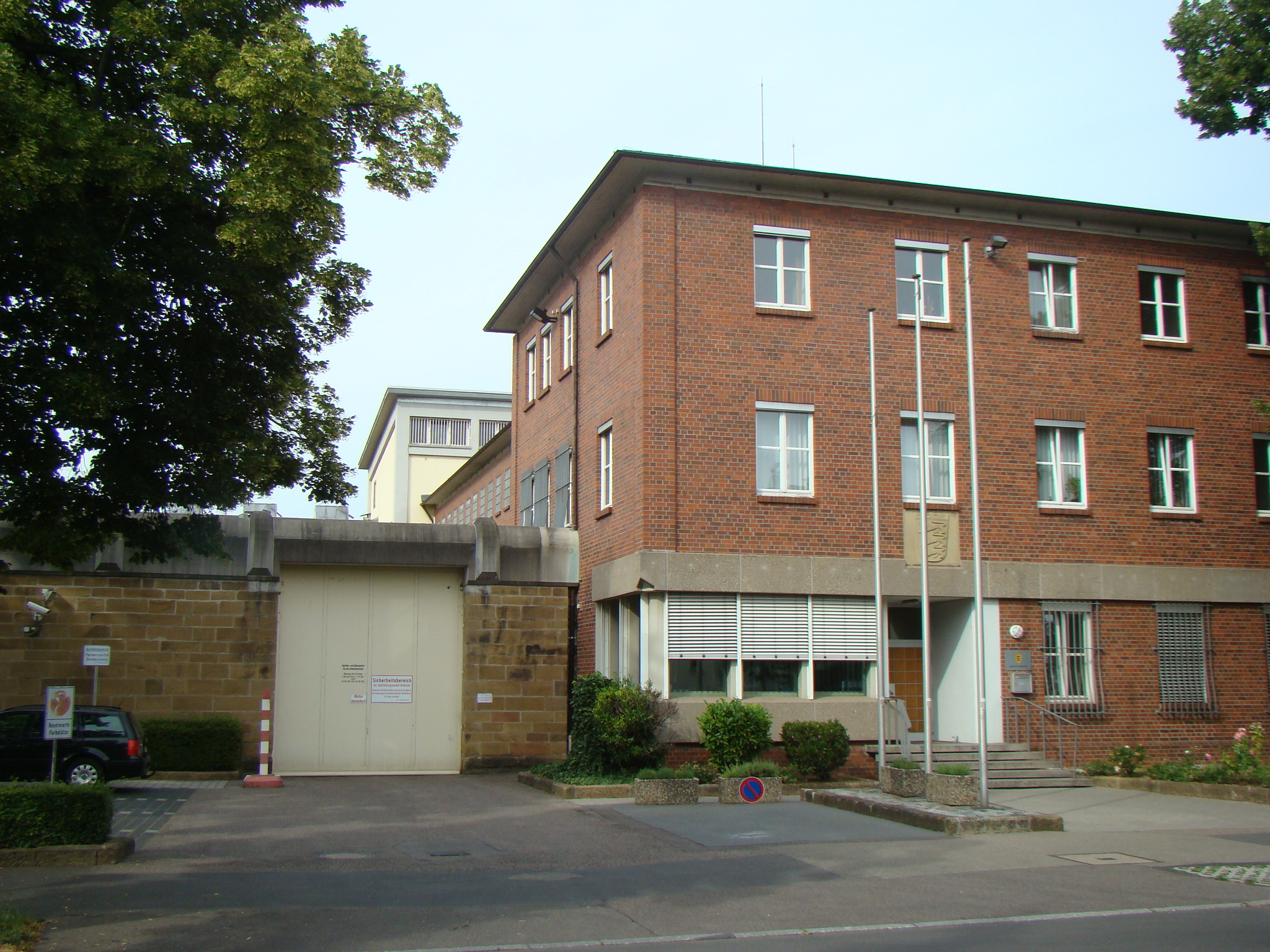
Eingangsbereich

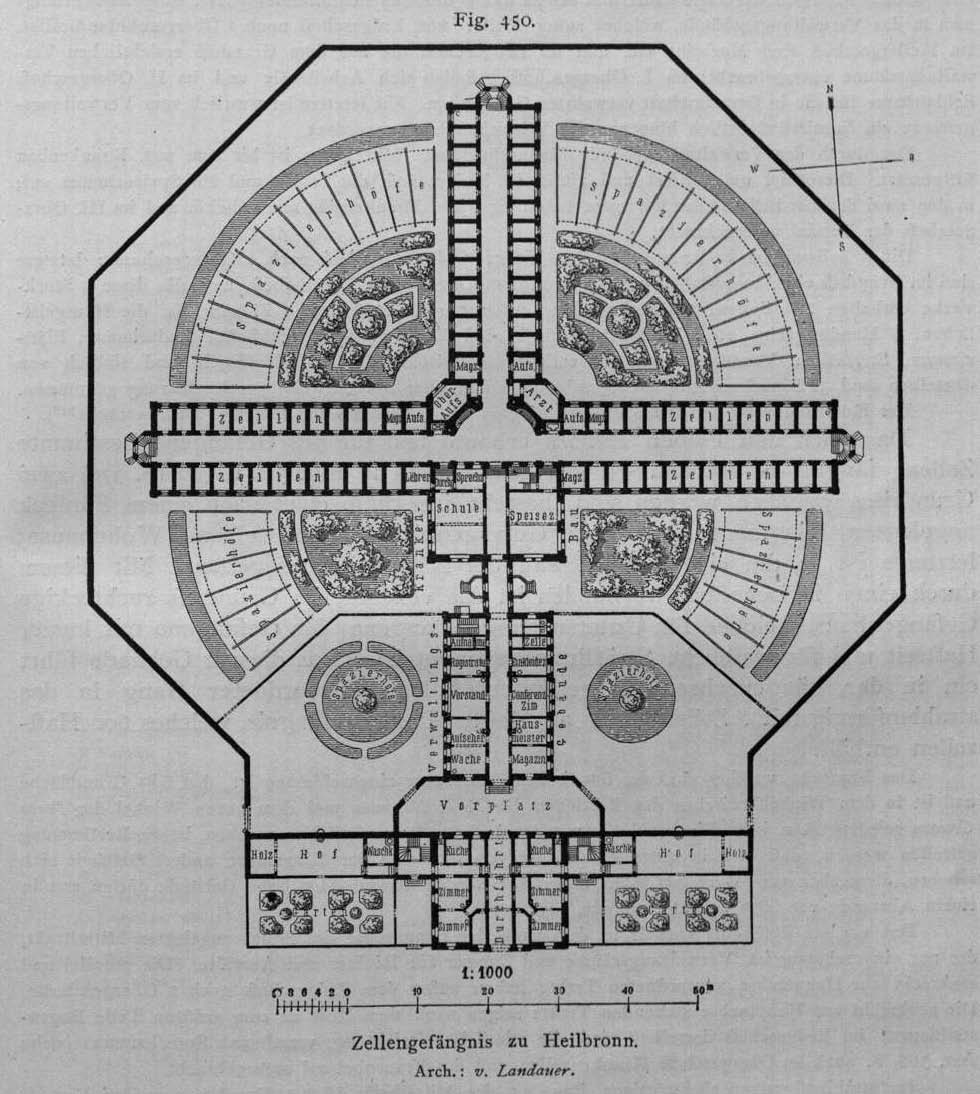
Plan des Gefängnisses von 1873

Die Justizvollzugsanstalt Heilbronn ist eine Justizvollzugsanstalt des Landes Baden-Württemberg und befindet sich in Heilbronn.

## Geschichte und Gebäude
Die Hauptanstalt wurde 1867 bis 1870 nach Plänen des ausführenden Architekten Theodor von Landauer errichtet. Das daneben gelegene Freigängerheim entstand 1873 zunächst als Wohngebäude für die Anstaltsmitarbeiter. Das Hauptgebäude hat einen vierflügligen Grundriss („Panoptisches System“). Der Südflügel wurde bei den Luftangriffen auf Heilbronn im Winter 1944/1945 zerstört und in den Jahren 1948 bis 1950 wieder aufgebaut. Einer der Mitbegründer und Gefängnisdirektor von 1873 bis 1896 war Karl von Köstlin, der sich maßgeblich für einen humanen Strafvollzug eingesetzt hatte.

## Zuständigkeit
In Heilbronn sind erwachsene Männer untergebracht, die eine Strafe von mehr als 6 Monaten zu verbüßen haben.

## Außenstellen
Die JVA hat eine landwirtschaftliche Außenstelle, den Hohrainhof bei Talheim. Hier können Gefangene im offenen Vollzug Arbeiten rund um Milchwirtschaft und Ackerbau übernehmen. Einmalig in Deutschland ist die Möglichkeit, im Rahmen des Strafvollzugs Weinbau zu betreiben.

## Kapazität und Unterbringung
Die Hauptanstalt ist für ca. 330 Strafgefangene ausgelegt. Im Jahr 2008 beherbergte sie im Durchschnitt 321 Gefangene. Die Unterbringung in Einzelzellen ist die Regel, bei einer höheren Belegungszahl können diese auch mit einer zweiten Person belegt werden. In einer eigenen Abteilung für den Innengelockerten Bereich bestehen auch Viererzellen.

## Betreuung
Psychologen und Sozialarbeiter stehen zu Betreuungs- und Behandlungszwecken zur Verfügung. Es finden Einzel- und Gruppenveranstaltungen statt. Auch externe Ansprechpartner kümmern sich um die Gefangenen, etwa zur Sucht- oder Schuldnerberatung.
Ein Schwerpunkt liegt auf der Behandlung von Trieb- und Gewalttätern. Für Letztere besteht unter anderem das Projekt Kunst im Knast. Außerdem bestehen Vater-Kind-Projekte und die Möglichkeit eines sozialen Trainings. Es stehen zehn Plätze für eine Arbeitstherapie zur Verfügung.
Die körperliche Gesundheit wird durch eine Anstaltsärztin sowie eine Vertragszahnärztin sichergestellt.

## Freizeit
Die Anstalt verfügt über ein umfangreiches Sportangebot. So bestehen Sportplätze im Freien und Krafträume im Innern. Es können Mannschaftssportarten betrieben werden. Auch Turniere mit Mannschaften anderer Anstalten finden statt. Es gibt eine eigene Bibliothek mit rund 6000 Titeln. Sprach- und Musikkurse, Billard- und Schachgruppen, religiöse und kulturelle Möglichkeiten runden das Angebot ab.

## Arbeit und Fortbildung
Für die Inhaftierten stehen rund 280 Arbeitsplätze zur Verfügung, davon 166 in Eigenbetrieben. In der Außenstelle Hohrainhof gibt es 40, im Freigängerheim 43 Plätze. Die Gefangenen können eine Berufsausbildung absolvieren, beispielsweise zum Metallbauer, Teilezurichter, Tischler, Buchbinder oder Drucker. Der Hauptschulabschluss (auch italienisch) kann erworben werden. Zudem besteht die Möglichkeit, sich in Sprach-, EDV- oder Maschinenschreibkursen fortzubilden sowie berufliche Fortbildungsangebote zu nutzen.

## Arbeitgeber
Die Anstalt hat 210 Planstellen für hauptamtliche Mitarbeiter. Zusätzlich engagieren sich 90 ehrenamtliche Mitarbeiter.